# Semah
Semah of semahs (Turks:semahlar) is een religieuze dans die door alevieten, volgers van Hadji Bektasj Veli en door de volgelingen van het soefisme worden uitgeoefend.
De dansen verschillen van streek tot streek en worden opgevoerd - bij de alevieten - tijdens de zogenoemde cems, de religieus-sociale bijeenkomsten. De dansen worden vergezeld met een muziekinstrument, bij de alevieten en bektasi's met een saz, bij de soefi's met een ney. Bij de alevieten en bektasi's is niet ongewoon dat vrouwen en mannen tijdens de semahs dansen, terwijl bij de soefi's alleen mannen de semahs uitvoeren. Deze religieuze dansen symboliseren de band met Allah en het universum. Bij de soefi's zou de draaiende vorm van aanbidding symbool staan voor het feit dat alles in het universum draait, van de kleinste atomen, elektronen en protonen tot aan de verste planeten, sterren, planetenstelsels en sterrenstelsels. Er wordt vaak gesuggereerd  dat de derwishjen dichter bij Allah komen te staan door de draaiingen van de semah dat een bepaald hypnose veroorzaakt bij hen.

## Afbeeldingen

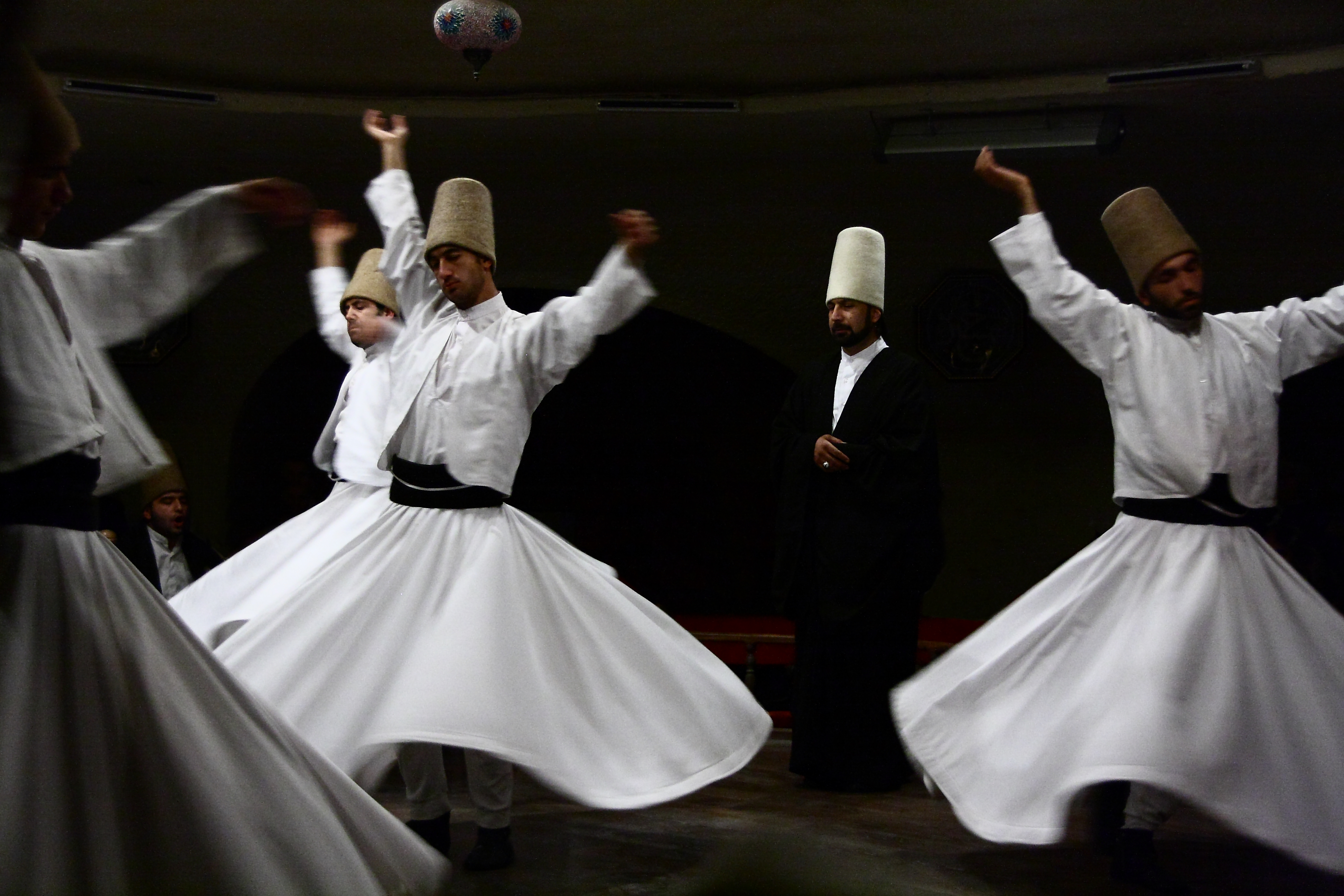
Religieuze Semah dans bij de soefi's die de stroming aanhouden van Mevlana